# می‌چیکو
می‌چیکو (به ژاپنی: 美智子) (متولد ۲۰ اکتبر ۱۹۳۴) امپراتریس سابق ژاپن است. او در سال ۱۹۸۹ به همراه شوهرش به تخت نشست.

## فرزندان
| نام                       | تولد           | ازدواج         | ازدواج        | فرزندان                                                  |
| ------------------------- | -------------- | -------------- | ------------- | -------------------------------------------------------- |
| ناروهیتو                  | ۲۳ فوریهٔ ۱۹۶۰  | ۹ ژوئن ۱۹۹۳    | اووادا ماساکو | آیکو، شاهدخت توشی                                        |
| فومی‌هیتو، شاهزاده آکی‌شینو | ۳۰ نوامبر ۱۹۶۵ | ۲۹ ژوئن ۱۹۹۰   | کاواشیما کیکو | کومورو ماکو شاهدخت کاکو آکی‌شینو شاهزاده هیساهیتو آکی‌شینو |
| کورودا سایاکو             | ۱۸ آوریل ۱۹۶۹  | ۱۵ نوامبر ۲۰۰۵ | کورودا یوشیکی |                                                          |